# Caterina Caselli
Pour les articles homonymes, voir Caselli.
Caterina Caselli, née le 10 avril 1946 à Modène en Émilie-Romagne, est une chanteuse et productrice musicale italienne.

## Biographie
Caterina Caselli est né à Modène en 1946 mais a grandi à Sassuolo. Elle a commencé sa carrière musicale en jouant de la basse dans les clubs locaux.
Elle débute en 1966 au Festival de San Remo et y remporte un certain succès en interprétant la chanson Nessuno mi può giudicare. La chanson s'est vendue à plus d'un million d'exemplaires et a reçu un disque d'or et est adaptée en français sous deux titres différents : Baisse un peu la radio, par Dalida en 1966 ; Amoureux de ma femme, par Richard Anthony en 1974,.
Elle a également du succès avec une reprise italienne de la chanson de David McWilliams Days of Pearly Spencer intitulée Il volto della vita. Son premier album, Casco d'oro (Casque d'or), a été intitulé d'après le surnom que lui a donné la presse musicale. En 1966, elle remporte un autre succès national avec la chanson Perdono.
En 1968, Caterina Caselli connaît un nouveau succès avec une version de l'air écrit par Paolo Conte Insieme a te non ci sto più. En 2006, elle enregistre une nouvelle version de la chanson pour la bande sonore du film de Michele Soavi Arrivederci amore, ciao. Cette version remporte le prix David di Donatello de la meilleure chanson originale.
En 1969, sa chanson Cento Giorni sert de fond musical à une scène spectaculaire du film Le Cerveau, réalisé par Gérard Oury, où Silvia Monti descend en maillot de bain du balcon d'une villa à l'aide d'une corde.
En 1970, elle épouse Piero Sugar, directeur du label de musique CGD et commence à travailler avec son mari, devenant  présidente de  Sugar Music et met un terme à sa carrière de chanteuse. Elle découvre et produit des artistes comme Andrea Bocelli, Giuni Russo, Elisa, Negramaro et Piccola Orchestra Avion Travel.
En 1983, elle sort de sa retraite lorsqu'elle accepte d'enregistrer Amico è avec Dario Baldan Bembo. La chanson atteint la cinquième place des charts italiens. En 1990 elle participe au Festival de Sanremo.
En 2009, elle s'engage aux côtés de 56 autres artistes italiens dans le projet « Artistes unis pour les Abruzzes », en soutien aux victimes du tremblement de terre ayant eu lieu en avril.
Le 25 juin 2012, elle est revenue sur scène en tant que chanteuse pour le Concert pour l'Émilie (Concerto per l'Emilia) qui s'est tenu à Bologne afin de soutenir les habitants de l'Émilie touchés par le tremblement de terre.

## Discographie partielle
- 1966 : Nessuno mi può giudicare
- 1966 : Casco d'oro (CGD, FG 5029)
- 1967 : Diamoci del tu (CGD, FG 5033)
- 1970 : Caterina Caselli (CGD, FGS 5080)
- 1972 : Caterina Caselli (CGD, FGL 5105)
- 1974 : Primavera (CGD, 69071)
- 1975 : Una grande emozione (CGD, 69121)
- 1990 : Amada mia (Sugar Music 508100-1)

## Filmographie partielle
- 1966 : Nessuno mi può giudicare de Ettore Maria Fizzarotti
- 1966 : Perdono de Ettore Maria Fizzarotti
- 1967 : Je ne proteste pas, j'aime (Io non protesto, io amo) de Ferdinando Baldi
- 1967 : Quando dico che ti amo de Giorgio Bianchi
- 1967 : Una ragazza tutta d'oro de Mariano Laurenti
- 1967 : L'immensità (La ragazza del Paip's) de Oscar De Fina
- 1968 : Il professor Matusa e i suoi hippies de Luigi De Maria
- 1976 : Un sorriso, uno schiaffo, un bacio in bocca de Mario Morra
- 1997 : Tutti giù per terra de Davide Ferrario